# 橫山關
橫山關（越南语：／）是越南北中部的一個重要關口，位於河靜省和廣平省的自然边界线橫山之上。
橫山山勢險峻，在16世紀至18世紀鄭阮纷争期間，曾是郑、阮两政权的天然分界线，阮主據守橫山天險以抗擊鄭主的進攻。而橫山隘口也是橫山最重要的防守重地，扼守通往阮朝首都順化的重要道路。1833年（明命十四年），阮朝在橫山隘口用石頭砌起了關口，名為橫山關。1842年（紹治二年），紹治帝題寫御製詩章，立碑於關旁。
青關縣夫人曾作詩詠歎橫山關。